# 何剑文
何剑文（1957年—），云南剑川人，白族，中华人民共和国政治人物、第十一届全国人民代表大会云南地区代表。
毕业于云南大学国际金融与税收专业，是中共党员。曾任中共云南省临沧市委副书记、市长。2008年起担任全国人大代表。